# Monpezat
Monpezat ist eine französische Gemeinde mit 81 Einwohnern (Stand 1. Januar 2022) im Département Pyrénées-Atlantiques in der Region Nouvelle-Aquitaine (vor 2016: Aquitanien). Die Gemeinde gehört zum Arrondissement Pau und zum Kanton Terres des Luys et Coteaux du Vic-Bilh (bis 2015: Kanton Lembeye).
Der Name in der gascognischen Sprache lautet Montpesat. Der Name stammt aus den okzitanischen Wörtern mont und pesat (deutsch ‚befestigter Berg‘).

## Geographie
Monpezat liegt circa 40 Kilometer nordöstlich von Pau in der Region Vic-Bilh der historischen Provinz Béarn am nordöstlichen Rand des Départements an der Grenze zu dem benachbarten Département Hautes-Pyrénées.
Umgeben wird Monpezat von den Nachbargemeinden:
| Lasserre        | Bétracq                                     |                              |
| Séméacq-Blachon | Kompassrose, die auf Nachbargemeinden zeigt | Lascazères (Hautes-Pyrénées) |
|                 | Moncaup                                     |                              |

Monpezat liegt im Einzugsgebiet des Flusses Adour. Der Bergons, einer seiner Nebenflüsse, durchquert das Gebiet der Gemeinde ebenso wie der Larcis, ein Nebenfluss des Lées.

## Geschichte
Die befestigte Motte wurde ab dem 11. Jahrhundert in den Aufzeichnungen erwähnt. Gaston Fébus, Vicomte von Béarn, erkannte die strategisch wichtige Lage und gab dem Grundherrn von Monpezat 40 Florins, um die Burg zu sanieren. Bei der Volkszählung im Jahre 1385 wurden in Monpezat zehn Haushalte gezählt, darunter ein Laienkloster, das später in ein Schloss innerhalb der Ringmauer der Motte umgewandelt wurde. Monpezat gehörte zur Bailliage von Lembeye. Wie viele andere Orte im Béarn hatte auch Monpezat eine Quelle, deren Wasser seit dem Mittelalter eine wundersame Wirkung nachgesagt wurde. Das Wasser dieser Quelle, San Yan genannt, sollte eine mehrfache heilende und schützende Wirkung auf Kinder entfalten und es war bis in die 1930er Jahre Brauch, mit dem Wasser getränkte Tücher vor allem am Johannistag auf die Körper der Kinder zu legen.
Am 20. Juni 1842 wurden Monpezat und Bétracq zur Gemeinde Monpézat-Bétrac vereinigt, 1874 wurde Bétracq wieder eigenständig.
Toponyme und Erwähnungen von Monpezat waren:
- La mote de Monpessat (1373, Verträge von Luntz, Notar des Béarn, Blatt 65),
- Monpesat (1402, Volkszählung im Béarn),
- Mons-Pazatus (1425, Kopialbuch des Schlosses von Pau, Nr. 2),
- Mont-Pessat (gegen 1540, Manuskriptsammlung des 16. bis 18. Jahrhunderts),
- Monpezat (1750, 1793 und 1801, Karte von Cassini, Notice Communale bzw. Bulletin des lois),
- Monpézat-Bétrac (1863, Dictionnaire topographique Béarn-Pays basque) und
- Monpezat (1874).[4][7][6]

### Einwohnerentwicklung
Während der Vereinigung mit Bétracq kam es in der Mitte des 19. Jahrhunderts zu Höchstständen der Einwohnerzahl. Nach der Abspaltung von Bétracq wohnten rund 190 Einwohner in der Gemeinde bis zu den 1880er Jahren, dann fiel die Einwohnerzahl bis zu den 1950er Jahren auf ein Niveau von rund 80 Einwohnern, welches bis heute gehalten wird.
| Jahr      | 1962 | 1968 | 1975 | 1982 | 1990 | 1999 | 2006 | 2009 | 2022 |
| --------- | ---- | ---- | ---- | ---- | ---- | ---- | ---- | ---- | ---- |
| Einwohner | 79   | 94   | 84   | 96   | 94   | 81   | 87   | 90   | 81   |

## Sehenswürdigkeiten
- Pfarrkirche, Laurentius von Rom geweiht. Sie wurde in der Mitte des 12. Jahrhunderts auf dem Gebiet der mittelalterlichen Motte errichtet und hat ihre romanischen Architekturelemente Eingangsportal, Langhaus und Apsis bis in die heutige Zeit bewahren können. Das Portal befindet sich an der Südseite und besitzt hervorspringende Archivolten, deren Skulpturen heute stark beschädigt sind. Das Langhaus birgt ein Mittel- und ein Seitenschiff, das im 16. und 17. Jahrhundert hinzukam. Nachdem die Kirche wahrscheinlich wie die meisten Sakralbauten im Béarn unter den Verwüstungen der Hugenottenkriege gelitten hatte, wurde sie im 17. und 18. Jahrhundert wieder aufgebaut. Der Glockenturm wurde nach 1879 errichtet. Im Innern werden Gegenstände aus dem 17. bis 19. Jahrhundert bewahrt, die als nationale Kulturgüter registriert sind.[10][11]

- Adelssitz, genannt Haus Laurens-Moulonguet. Auger de l’Abbadie, der Besitzer des früheren Laienklosters, wurde 1374 erwähnt. Im 16. und 17. Jahrhundert war es im Besitz der Familie d’Arricau, 1727 gelangte es in die Hände der Familie Lantas, die es bis 1840 behielten, als es zu den Familien Laurens und Moulonguet überging. Das heutige Gebäude stammt aus dem späten 18. Jahrhundert und frühen 19. Jahrhundert. Es besteht aus einem einstöckigen Wohntrakt mit zwei Seitenflügeln, von denen einer im 20. Jahrhundert aufgestockt wurde.[12][13]

## Wirtschaft und Infrastruktur

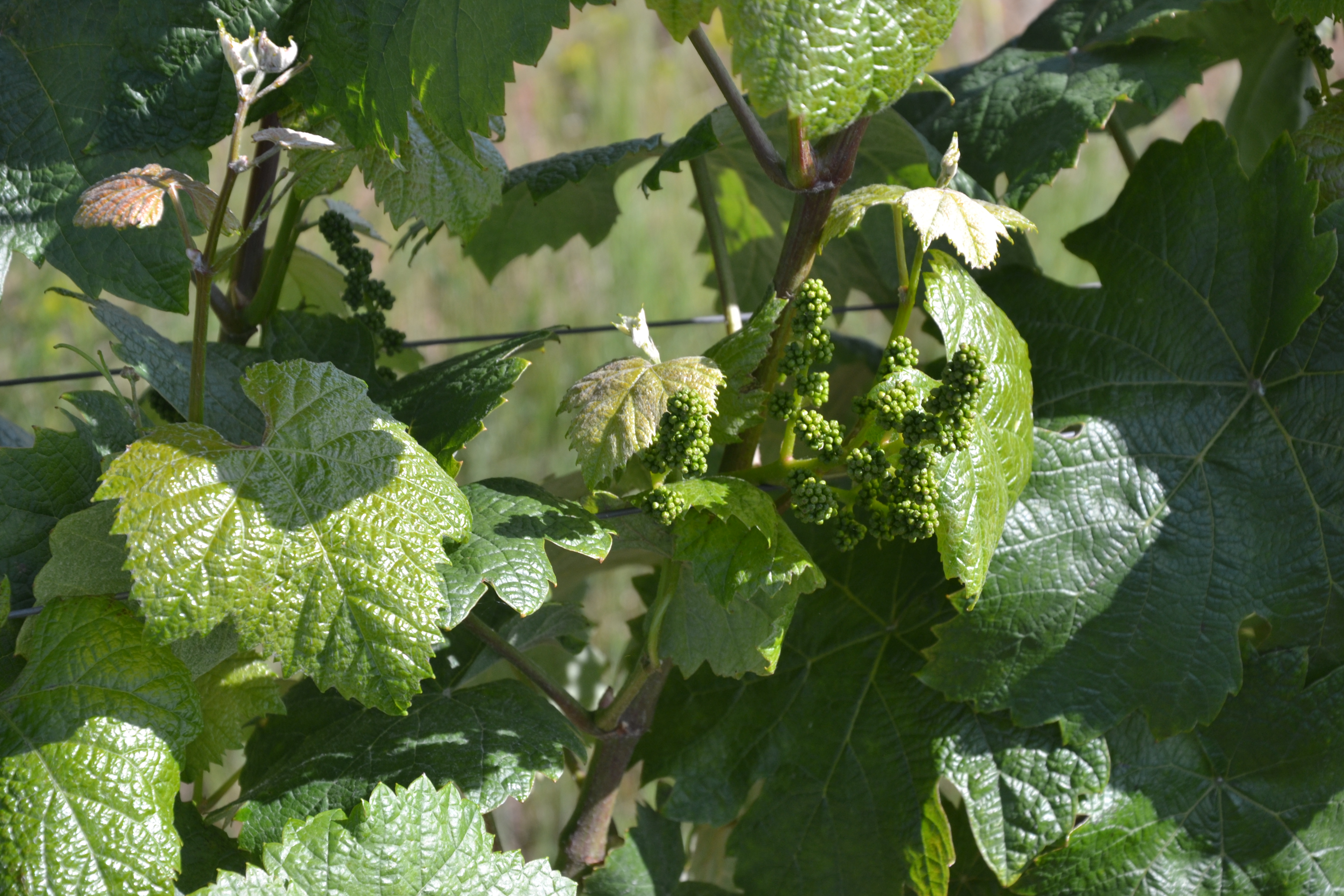
Weinrebe der AOC Madiran

Die Landwirtschaft ist traditionell der wichtigste Wirtschaftsfaktor der Gemeinde. Die Gemeinde ist bekannt für ihren Wein der AOC Madiran, der auf 19 Hektar angebaut wird. Monpezat liegt in den Zonen AOC der Weinanbaugebiete des Béarn, Madiran und Pacherenc du Vic-Bilh.

### Verkehr
Monpezat ist angeschlossen an die Routes départementales 142, 299 und 342.

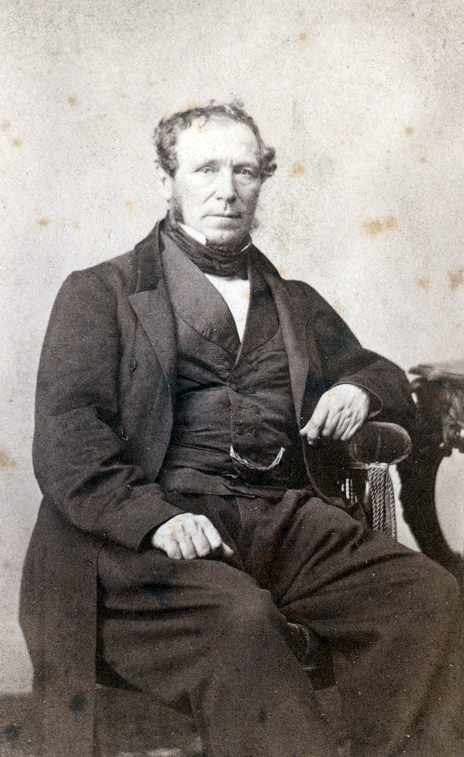
Laurent Sazie

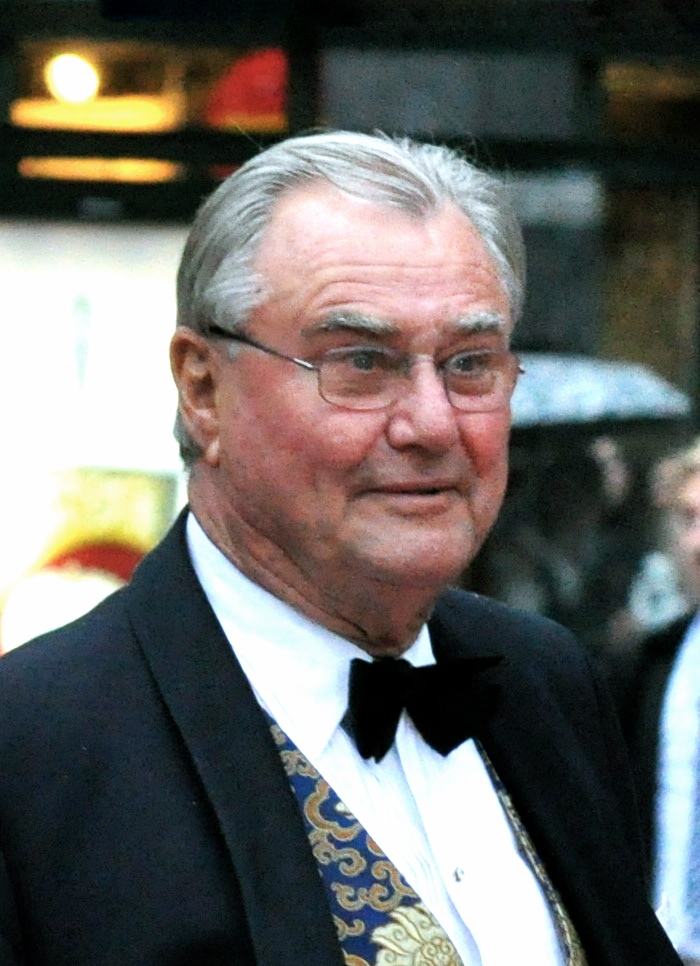
Prinz Henrik von Dänemark, 2010

## Persönlichkeiten
- Laurent Sazie, geboren am 16. Juli 1807 in Monpezat, gestorben am 30. November 1855 in Santiago de Chile, war ein französischer Arzt, der in Chile eine Geburtshilfeschule gründete und zum ersten Dekan der medizinischen Fakultät der Universidad de Chile gewählt wurde. Er trug maßgeblich zum Aufbau der medizinischen Versorgung von Chile bei. Er starb am 30. November 1855 nach einer Typhus-Epidemie, die im Juli 1855 stattgefunden hatte.

- Henri de Laborde de Monpezat, geboren am 11. Juni 1934 in Talence im Département Gironde, Mitglied der Adelsfamilie Laborde de Monpezat, die seit der Heirat von Jean Laborde mit Catherine d’Arricau, einer Adeligen aus Monpezat, am 16. August 1648 besteht, war seit 1967 Prinz Henrik von Dänemark, Gemahl der damaligen dänischen Königin Margrethe II. Er starb am 13. Februar 2018. Damit ging der Adelstitel 'Graf von Monpezat' auf seinen Enkel Christian Valdemar Henri John über.